# Mocra
Mocra (rumänisch Mocra; russisch Мокра) ist ein Dorf im Rajon Rîbnița der international nicht anerkannten Transnistrischen Moldauischen Republik, die völkerrechtlich zur Republik Moldau gehört. Mocra ist das Verwaltungszentrum, zu dem auch die Dörfer Bessarabka, Saporoschez und Schewtschenko gehören.

## Geographie
Mocra liegt im Norden Transnistriens im Rajon Rîbnița auf einer Höhe von etwa 140 Metern über dem Meeresspiegel. Die Gesamtfläche des Gemeindegebiets beträgt 7859 Hektar, davon sind 6591 Hektar Ackerland und 20 Hektar Weideland. 

## Geschichte
Mocra wurde im Jahr 1687 gegründet. Die erste urkundliche Erwähnung stammt aus dem Jahr 1781. Zu dieser Zeit gehörte das Dorf der polnischen Adelsfamilie Lubomirski und verwaltungsmäßig zur Woiwodschaft Bracław der Großprovinz Kleinpolen von Polen-Litauen. Nach der Zweiten Teilung Polens und der russischen Annexion gehörte die Region zum Zarenreich. 1924 war das Dorf Teil der Autonomen Moldauischen Oblast, die bald darauf in die Moldauische Autonome Sozialistische Sowjetrepublik umgewandelt wurde, und 1940 während des Zweiten Weltkriegs in die Moldauische Sozialistische Sowjetrepublik. Von 1941 bis 1944 wurde Mocra von Rumänien als Teil des Gouvernements Transnistrien verwaltet.

## Bevölkerung
Nach der Volkszählung von 2004 lebten im Gemeindegebiet 1563 im Dorf Mocra selbst. Die ethnische Zusammensetzung ist wie folgt: 933 Moldauer, 560 Ukrainer, 58 Russen.

## Kultur und Bildung
Das Dorf verfügt über ein Kulturhaus, das als Zentrum für kulturelle Veranstaltungen dient. Die Mittelschule unterrichtet in russischer Sprache. Für die medizinische Grundversorgung sorgt ein Feldscher-Akkoucheur-Punkt.

## Bedeutende Persönlichkeiten
- Eugen Doga (1937–2025), sowjetischer und moldauisch-russischer Dirigent und Komponist